# Potencjał rogówkowo-siatkówkowy
Potencjał rogówkowo-siatkówkowy – określenie używane w fizjologii dla pola elektrostatycznego wytworzonego przez różnoimienne ładunki elektryczne siatkówki i rogówki oka. Siatkówka jest naładowana ujemnie a rogówka dodatnio. Nadaje to oku cechy dipola, którego oś elektryczna pokrywa się z osią optyczną. Wartość potencjału rogówkowo-siatkówkowego jest stała i wynosi 10-30 mV.
Zjawisko potencjału rogówkowo-siatkówkowego obecnie wykorzystuje się w elektronystagmografii (ENG). Zostało ono odkryte przez Dubois Reymonda w 1849 roku.